# Lancia Eta
 (août 2022).
Si vous disposez d'ouvrages ou d'articles de référence ou si vous connaissez des sites web de qualité traitant du thème abordé ici, merci de compléter l'article en donnant les références utiles à sa vérifiabilité et en les liant à la section « Notes et références ».
La Lancia Eta était une automobile de gamme supérieure. Le châssis était produit par le constructeur italien Lancia entre 1911 et 1914, destiné aux carrossiers pour la construction de la voiture selon les critères spécifiques des clients.

## Histoire
Le jeune constructeur Lancia, créé en 1906, comme tous les constructeurs de l'époque, produisait des châssis pour automobiles destinés aux carrossiers spécialisés qui réalisaient les habitacles selon les spécifications imposées par les clients. La production en série n'existait pas. La dénomination des modèles Lancia utilisa depuis l'origine les lettres de l'alphabet grec.
Fabriquée à partir de la fin de l'année 1911, la Lancia Eta vint compléter l'offre du constructeur avec son modèle Epsilon jusqu'à la fin de l'année 1912, quand Vincenzo Lancia décida l'arrêt de fabrication de l'Epsilon. À partir de 1913, seul le modèle Eta restera au catalogue Lancia jusqu'en 1914 lorsque l'Eta cèdera la place à la fameuse et célèbre Theta.
Mécaniquement, la nouvelle Eta se fit remarquer par sa transmission révolutionnaire. L'embrayage multidisque n'était plus à bain d'huile mais « à sec » ; seuls les modèles destinés à l'exportation vers la Grande-Bretagne[Quoi ?]. De nombreux autres points techniques avaient été modifiés par rapport aux modèles précédents mais ce sera le système de refroidissement qui bénéficiera des modifications les plus remarquables avec l'augmentation de la section de passage d'eau dans la partie basse des cylindres et le déplacement du radiateur, équipé désormais d'un vase d'expansion.
La nouvelle Eta disposait d'un châssis à empattement court et reçut un nouveau moteur de cinq litres de cylindrée avec un alésage de 120 mm et une course de 160 mm, donnant une cylindrée de 5 026,54 cm3. La première « série » aurait reçu le même moteur que sa sœur de production, l'Epsilon, en 1912, de 4 084 cm3.
Le modèle Eta reçut un excellent accueil et représenta un grand succès pour la marque qui en produira 582 exemplaires jusqu'en janvier 1914.

## Caractéristiques techniques
- Moteur : 
  - série 1911-12 Tipo 58 placé longitudinalement à l'avant. Quatre cylindres en ligne, monobloc en fonte, alésage 100 mm, course 130 mm, cylindrée 4 084,07 cm3, identique à celle de la Lancia Epsilon ;
  - série 1913 Tipo 60 placé longitudinalement à l'avant. Quatre cylindres en ligne, monobloc en fonte, alésage 100 mm, course 160 mm, cylindrée 5 026,54 cm3,

culasse fixe, corps en alliage d'aluminium, distribution avec soupapes latérales parallèles (deux soupapes par cylindre) et arbre à cames latéral commandé par engrenages, arbre moteur sur trois supports ; taux de compression 5:1, puissance maxi 60 ch à 1 800 tr/min ; alimentation par pompe commandée par l'arbre à cames avec carburateur vertical monocorps Lancia ; allumage magneto à haute tension ; lubrification forcée, capacité du circuit de lubrification : huit litres ; refroidissement par liquide à circulation forcée, radiateur avec tubes à ailettes, ventilateur mécanique.
- Transmission : traction sur les roues arrière ; embrayage multidisque à bain d'huile ; boîte de vitesses en alliage léger à 4 rapports avant plus marche arrière avec commande par levier latéral ; rapports de boîte : 4,651:1 en 1re, 2,326:1 en 2e, 1,550:1 en 3e, prise directe (1:1) en 4e, 3,521:1 en marche arrière ; rapport final de réduction au choix 3,600:1 (15/54) ou 3,267:1 (15/49), 3,0625 (16/49), 2,882:1 (17/49).
- Suspensions : avant et arrière : essieu rigide avec lames longitudinales semi-elliptiques.
- Freins : frein mécanique au pied agissant sur la transmission et frein à main agissant sur les roues arrière.
- Roues et pneumatiques : roues en bois, pneumatiques 820 x 120 ou 835 x 135.
- Direction : poste de conduite à droite ; direction à vis et galets.
- Réservoir essence : volume 70 L.
- Châssis : Lancia Type 58 en acier, à longerons et traverses ; empattement 2 750 mm, voies avant et arrière 1 330 mm, longueur du châssis 4 055 mm, largeur du châssis 1 615 mm ; poids du châssis motorisé en ordre de marche 880 kg.
- Prestations : vitesse maxi (avec le rapport de transmission le plus long) 120 km/h, vitesses sur les différents rapports de boîte : 25 en 1re, 49 en 2e, 74 en 3e, 120 en 4e.

## Production
À l'époque, les constructeurs ne numérotaient pas chaque modèle mais procédaient avec une numérotation progressive des châssis. C'est ainsi que l'on sait que la numérotation des châssis du modèle Eta est comprise entre les numéros 862 et 1799. Cette numérotation progressive des châssis, à l'époque, englobait, en plus du modèle Eta, les modèles Epsilon et Zeta. Selon certaines sources, la numération des châssis de l'Epsilon débuterait au numéro 1215 mais prendrait fin avec le numéro 1799. Le nombre total de châssis produits par Lancia est de 582 exemplaires.